# Lista över borgmästare i Öregrund
Detta är en lista över staden Öregrunds stads borgmästare.

## Borgmästare i Öregrund
Borgmästare i Öregrunds stad före 31 december 1966.
| Ämbetstid | Namn                    | Levnadstid | Övrigt                      |
| --------- | ----------------------- | ---------- | --------------------------- |
| 1715–1732 | Erik Kilberg            | –1740      |                             |
| –1741     | Jacob Albrechtson Stare | –1743      |                             |
| 1742–1747 | Karl Gustaf Boberg      | 1714–1771  | Senare borgmästare i Ystad. |
| 1747–1772 | Per Ubman               | 1719–1772  |                             |
| 1773–1783 | Per Rising              | 1736–1783  |                             |
| 1784–1818 | Johan Erik Drangel      | 1744–1818  |                             |
| 1876–1919 | Johan Wahlund           | 1836–1919  |                             |